# Трансформація (фільм)
«Трансформація» (англ. Rupture) — американський фільм жахів 2016 року.

## Сюжет
Мати-одиначка Рене Морган страждає патологічним страхом до павуків, чим привертає увагу незнайомців, які ведуть за нею спостереження. Коли вона відвозить сина до батька, її викрадають і відвозять у невідоме місце, де ставлять над нею незрозумілі досліди. У ході експериментів Рене дізнається, що вона – володарка рідкісної генетичної аномалії, і всі ці дивні процедури спрямовані, щоб допомогти жінці пройти трансформацію і досягти надлюдського стану.

## У ролях
| Актор            | Роль           |
| ---------------- | -------------- |
| Нумі Рапас       | Рене           |
| Петер Стормаре   | Теренс         |
| Керрі Біше       | Діана          |
| Майкл Чикліс     | Болдмен        |
| Леслі Менвіл     | доктор Німен   |
| Арі Міллен       | доктор Рекслен |
| Персі Гайнс Вайт | Еван           |

## Критика
Rotten Tomatoes дав оцінку 18 % на основі 34 відгуків від критиків і 16 % від більш ніж 1 000 глядачів.